# Негловиці
Негловиці (пол. Niegłowice) — село в Польщі, у гміні Ясло Ясельського повіту Підкарпатського воєводства.
Населення — 917 осіб (2011).
У 1975-1998 роках село належало до Кросненського воєводства.

## Демографія
Демографічна структура станом на 31 березня 2011 року:
|          | Загалом | Допрацездатний вік | Працездатний вік | Постпрацездатний вік |
| -------- | ------- | ------------------ | ---------------- | -------------------- |
| Чоловіки | 441     | 73                 | 321              | 47                   |
| Жінки    | 476     | 94                 | 291              | 91                   |
| Разом    | 917     | 167                | 612              | 138                  |